# 1881年臺灣
|        | 臺灣歷史 \| 台灣歷史年表 |
| 世纪： | 18世纪臺灣 \| 19世纪臺灣 \| 20世纪臺灣 |
| 年代： | 1850年代臺灣 \| 1860年代臺灣 \| 1870年代臺灣 \| 1880年代臺灣 \| 1890年代臺灣 \| 1900年代臺灣 \| 1910年代臺灣                                           |
| 年份： | 1876年臺灣 \| 1877年臺灣 \| 1878年臺灣 \| 1879年臺灣 \| 1880年臺灣 \| 1881年臺灣 \| 1882年臺灣 \| 1883年臺灣 \| 1884年臺灣 \| 1885年臺灣 \| 1886年臺灣 |
| 纪年： | 辛巳年（蛇年）、清朝光绪7年 |

1881年臺灣，鵝鑾鼻燈塔開始動工。

## 政府

### 斯卡羅酋邦

瑯嶠君主：朱雷（Cudjuy Garuljigulj）

### 清帝國

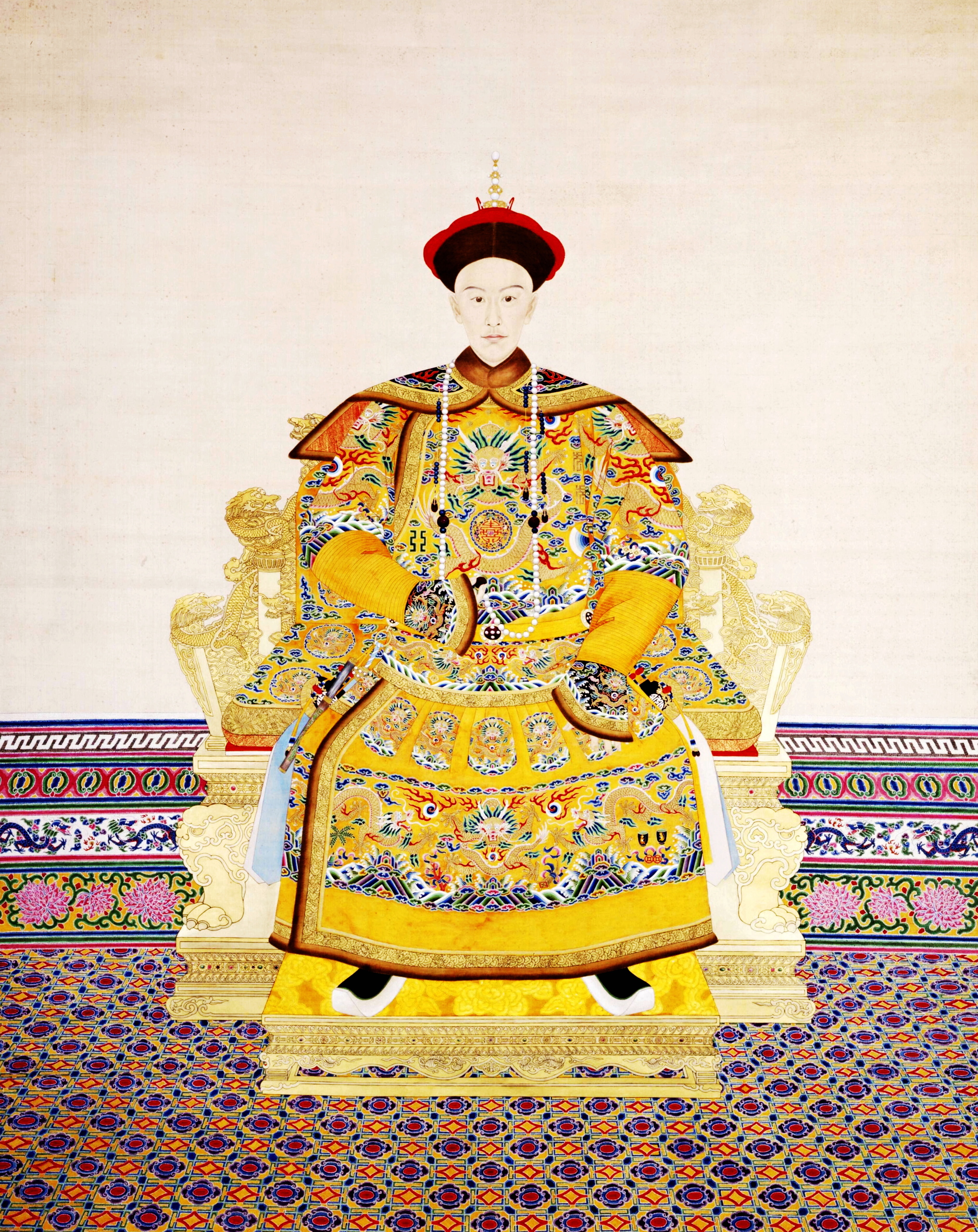
清朝皇帝：光绪帝
臺灣府知府：袁聞柝

## 大事記
- 鵝鑾鼻燈塔開始動工。
- 彰化興賢書院重修。秀才邱翠英、蕭貞吉、賴萬青、江登甲、陳有光等發起募捐，得款募捐三千元改建成為興賢書院。

## 出生
- 10月22日——林獻堂，日治時期社會運動者。參與台灣議會設置請願運動、創辦台灣文化協會，病逝東京。（1956年逝世）

## 逝世
- 「擢勝左營」兵勇，葬於滬尾湖南勇古墓。